# Bang Bang Orangutang
Bang Bang Orangutang är en dansk-svensk dramafilm som hade biopremiär den 14 oktober 2005.

## Handling
Åke Jönsson, framgångsrik affärsman, lever bara för sin karriär och sin bil och sätter familjen på undantag. Plötsligt en dag har han förlorat allt när han kör över sin son Oscar som avlider av skadorna. Hustrun Nina förbjuder honom att träffa dottern Emma. Åke och Emma träffas i smyg, Åke blir också nyförälskad i Linda.

## Skådespelare
- Mikael Persbrandt - Åke Jönsson
- Lena Olin - Nina, Åkes hustru
- Michael Nyqvist - Sven Blomberg
- Tuva Novotny - Linda
- Reine Brynolfsson - Åkes chef
- Jonas Karlsson - Åkes bror
- Fares Fares - man i taxi
- Shanti Roney - Martin
- Mimmi Benckert Claesson - Emma
- Börje Ahlstedt - Åkes pappa
- Mona Malm - Åkes mamma
- Leif Andrée - Polis